# تیراندازی در مسجد در کبک
در شامگاه ۲۹ ژانویه ۲۰۱۷ یک تیراندازی در کبک کانادا رخ داد. این تیراندازی در مرکز اسلامی کبک (Centre Culturel Islamique de Québec) در یک مسجد واقع در محله سانت فوا به وقوع پیوست. دو فرد مسلح به محض اتمام نماز عشا در ساعت ۸ غروب به روی نمازگزاران آتش گشودند و ۶ تن را کشتند و ۸ تن را مجروح کردند. گزارش‌ها حاکی است در زمان تیراندازی ۵۳ تن حضور داشته‌اند. دو مظنون در پی این فاجعه دستگیر شدند و مسئولان کبکی و کانادایی اعلام کردند این تیراندازی یک حمله تروریستی بوده‌است.

## وضعیت پیش از حمله
استان کبک شمار بالایی از مهاجران مسلمان را در خود جای داده است به ویژه از مستعمرات سابق فرانسه از جمله سوریه، لبنان، مغرب، و سنگال، و همچنین شهروندان مسلمان فرانسه با خاستگاهی از مستعمرات سابق این کشور که دوباره به این کبک کانادا مهاجرت کرده‌اند. به این ترتیب نسبت مسلمانان در کبک بالاتر از سایر استان‌های کانادااست. تصور می‌شود در سال ۲۰۱۴ کمتر از ۱۰٬۰۰۰ نفر با منشأ قومی عرب در کبک زندگی می‌کرده‌اند.
مرکز فرهنگی اسلامی کبک که همچنین به عنوان مسجد بزرگ یا مسجد جامع کبک شناخته می‌شود یکی از مساجد شهر کبک است که در محله سانت‌فوا در باختر این شهر واقع شده‌است. این مسجد در نزدیکی دانشگاه لاوال واقع است که دانشجویان بین‌المللی بسیاری از فرانسه زبانان و از کشورهای آفریقایی با اکثریت مسلمان دارد. در ژوئن سال ۲۰۱۶، مصادف با ماه رمضان، این مسجد هدف یک جرم نفرت‌انگیز قرار گرفت و سر یک خوک در خارج از مسجد و در مقابل در این مرکز اسلامی گذاشته شده بود که روی آن نوشته شده بود «نوش جان». این حادثه باعث شد که در اطراف مسجد دوربین‌های مدار بسته امنیتی نصب شود.

## حمله
به گفته شاهدان عینی تروریست‌ها چیزی شبیه به کلاه یا کلاه صورت‌پوش به سر داشتند و در ساعت ۷:۳۰ بعد از ظهر اندکی پس از شروع نماز وارد مسجد شدند. آن‌ها بعد از نماز در حدود ۱۹:۵۵ به وقت محلی شروع به تیراندازی کرده و تا زمان اولین تماس با پلیس در محل باقی ماندند. به گفته یکی از شاهدان، مهاجم «لباس سیاه» برتن و «لهجه کبکی» داشت، و هنگام تیراندازی فریاد «الله اکبر» سرداده بود. هنوز پلیس این خبر را تأیید نکرده‌است.
به گفته رئیس این مرکز که هنگام حمله در محل حضور نداشته، تیراندازی در قسمت مردانه مسجد صورت گرفته‌است.

## مظنونان
یک شاهد به خبرگزاری رویترز گفته‌است که سه مرد مسلح در این تیراندازی دست داشته‌اند. دو مظنون بازداشت شده‌اند و اطلاعات مظنونان در اختیار پلیس کبک است. این دو مرد «الکساندر بیسونت» و «محمد الخدیر» معرفی شده و سن آن‌ها بین ۲۰ تا ۳۰ سال اعلام شده‌است. ساعتی بعد پلیس کانادا اعلام کرد که محمد الخدیر به عنوان شاهد به آن‌ها کمک می‌کند.
رسانه‌های کانادایی بر اساس شواهد و فعالیت‌های اینترنتی بیسونت اعلام کردند که او یک راست افراطی است و فعالیت‌های بیگانه‌ستیزی در اینترنت انجام می‌دهد. دادگاه گفت او روز دوشنبه ۳۰ ژانویه در دادگاه حضور یافت و بدون اینکه یک کلمه صحبت کند یا واکنشی نشان دهد، متن کیفرخواست علیه خود را شنید. الکساندر بیسونت، پسر ۲۷ ساله اهل کبک‌سیتی و دانشجوی رشته‌های علوم سیاسی و انسان‌شناسی از دانشگاه لاوال است و متهم به قتل شش نمازگزار مرکز اسلامی این شهر شده‌است.

## کشته شدگان
در اولین کنفرانس مطبوعاتی برگزار شده توسط پلیس استانی کبک، پلیس تأیید کرد که در این تیراندازی شش نفر کشته و هشت نفر زخمی شدند و به سی و نه نفر دیگر آسیبی نرسید. با این حال، جزئیات دیگری از این حمله اعلام نشده‌است. سخنگوی مرکز بیمارستان دانشگاه کبک بعدها اظهار داشت که در مجموع هفده نفر در این حمله زخمی شدند که حال پنج نفر در شرایط بحرانی است. از قربانیان دو نقر در الجزایر، یک نقر در تونسی، یک نقر در مراکشی و دو نفر دیگر در کشورهای آفریقایی به دنیا آمده‌اند. کشته‌شدگان بین ۳۵ تا ۷۰ سال داشته‌اند و به گفته پلیس حال تعدادی از مجروحان بسیار وخیم است.
| کشور    | مرگ | جراحت             | منبع   |
| ------- | --- | ----------------- | ------ |
| گینه    | ۲   | نامعلوم           | [ ۱۸ ] |
| الجزایر | ۲   | نامعلوم           | [ ۱۸ ] |
| تونس    | ۱   | نامعلوم           | [ ۱۸ ] |
| مراکش   | ۱   | ۲                 | [ ۱۸ ] |
| نامعلوم | ۰   | ۱۷                | [ ۱۸ ] |
| مجموع   | ۶   | ۱۷ (۵ نفر بحرانی) | [ ۱۸ ] |

## وضعیت پس از حمله
پلیس در جستجوی مظنونان پلی را که به ایل دورلئانز (Île d'Orléans) متصل می‌شد را مسدود کرد.

## واکنش‌ها
جاستین ترودو، نخست وزیر کانادا حمله به مسجد کبک را اقدامی تروریستی علیه مسلمانان خواند و ضمن ابراز همدردی با قربانیان و خانواده‌های آنان گفته‌است: «امشب کانادایی‌ها برای قربانیان حمله بزدلانه به مسجدی در کبک سوگواری می‌کنند.» ترودو، نخست‌وزیر کانادا روز شنبه پس از امضای دستور منع ورود مسلمانان به آمریکا توسط ترامپ، اعلام کرده بود که کشور او پذیرای مسلمانان و پیروان دیگر ادیانی است که آمریکا آن‌ها را ممنوع‌الورود کرده‌است.
فیلیپ کویلارد، نخست‌وزیر استان کبک کانادا نیز در توئیتر ضمن ابراز همدردی با مسلمانان کبک اعلام کرد: دولت کبک برای اطمینان حاصل کردن از امنیت مردم بسیج شده‌است.
بیل ده بلزیو شهردار نیویورک ابراز همدردی خود با کبک را ابراز کرد و گفت اداره پلیس نیویورک سیتی امنیت را در اطراف مساجد این شهر به دنبال این واقعه افزایش خواهد داد.
فدریکا موگرینی مسئول سیاست خارجی اتحادیه اروپا طی بیانیه‌ای تصریح کرد: این حمله بار دیگر نشان داد که تروریسم برای تمامی ادیان، باورها و جهانیان خطر محسوب می‌شود.
استفان دوجاریک سخنگوی دبیرکل سازمان ملل این حمله را یک اقدام تروریستی خواند و آن را بشدت محکوم کرد. وی در یک بیانیه کانادا و مردم این کشور را پیشرو رهبری در جهت اشاعه مدارا در این کشور دانست و اظهار امیدواری کرد که مردم کانادا اتحاد خود را در مقابله با هر اقدامی که به شیوع تفرقه براساس عقاید و مذاهب منجر می‌شود، حفظ کنند.
سخنگوی وزارت امور خارجه ایران با اشاره به خطر جهانی تروریسم و افراطی‌گری که هیچ مرزی نمی‌شناسد حمله تروریستی به مرکز اسلامی کبک کانادا را محکوم کرد.
رهبران احزاب سیاسی کانادا به همراه جاستین ترودو به کبک سیتی رفتند و در مراسم یادبود قربانیان شرکت کردند. در این مراسم، یک رهبر مسلمان قرآن خواند، یک خاخام یهودی دعا کرد و یک کشیش نیز با ذکر نام قربانیان، یاد آن‌ها را گرامی داشت.
در سراسر کانادا مردم برای یادبود قربانیان گرد هم جمع شدند.
در پنجمین سالگرد این تیراندازی، رهبریِ مرکز اسلامی که در آن، این فاجعه رخ داد خواستار ممنوعیت استفاده از اسلحه در سراسر کانادا شد.